# Theodor Schrader (Heimatforscher, 1844)
Theodor Schrader (* 22. Februar 1844; † 13. März 1917) war ein deutscher Jurist und Historiker.

## Leben
Schrader wurde als Sohn des Arztes Friedrich Nicolaus Schrader geboren. Nach dem Ende seines Jurastudiums wurde er 1873 zunächst Gerichtsschreiber am Polizeigericht in Hamburg. 1879 wurde er zum Landrichter ernannt und schließlich 1901 Landgerichtsdirektor.
Er trat 1879 in den Verein für Hamburgische Geschichte (VHG) ein, wo er schon wenig später das Amt des Schriftführers übernahm. Von 1888 an bekleidete das Amt des Vorsitzenden des VHG, nachdem er bereits im Jahr zuvor zum stellvertretenden Vorsitzenden gewählt wurde. Im Jahr 1908 wurde Schrader zum Ehrenmitglied ernannt. Bei der Übergabe seines Vorsitzes 1912 an Hans Nirrnheim  wurde er mit der Lappenberg-Medaille in Gold geehrt.
Schrader war 1882 durch den VHG in die Kommission zur Verwaltung der Sammlung Hamburgischer Alterthümer entsendet worden. 1896 wählte ihn die Oberschulbehörde zum Vorsteher der Sammlung, aus der später das Museum für Hamburgische Geschichte entstehen sollte. Bis 1908 verfasste Schrader den in sieben Auflagen erschienenen Führer durch die Sammlung Hamburgischer Alterthümer bzw. den Führer durch das Museum für Hamburgische Geschichte.

## Publikationen
- Das Verbrecherthum in Hamburg 1872 bis 1878, Boysen 1879.
- Ein historischer Ausflug von Hamburg nach Buxtehude und Umgegend, Schlotke 1883.
- Hamburg vor 200 Jahren: gesammelte Vorträge, Lucas Gräfe & Sillem, 1892.
- Zur Kritik von Kaiser Friedrich Barbarossas Privileg für Hamburg, 1894.
- Die Rechnungsbücher der hamburgischen Gesandten in Avignon 1338 bis 1355, Hamburg, Leipzig 1907.
- Führer durch die Sammlung Hamburgischer Alterthümer,  Lütcke & Wulff, Hamburg 1907.
- Führer durch das Museum für Hamburgische Geschichte,  Lütcke & Wulff, Hamburg 1908.